# 真如寺大殿
31°15′05″N 121°23′48″E / 31.25139°N 121.39667°E
真如寺大殿，也称真如寺正殿，位于中国上海市普陀区真如镇街道，是上海市现今最古老的木结构建筑、上海现存最古老的寺庙建筑，也是上海唯一的元朝中叶建筑。大殿自建成后被多次修缮，清代时一度从单檐被改为双檐结构，中华人民共和国成立后又再次还原为单檐。在大跃进和文化大革命期间，大殿多次遭受破壞，陈设和构件多次被毁壞，於1982年重新修缮完成，於1987年随真如寺一同修缮完毕，并且对外开放。1996年11月20日，真如寺大殿被国务院公布为第四批全国重点文物保护单位。

## 历史
真如寺大殿为真如寺的主要建筑，始建于元代延祐七年（1320年），曾于明洪武年间、弘治年间、崇祯年间进行过三次大修。清咸丰十年（1860年），真如寺在兵乱中被毁，光绪十一年（1895年）僧念伦募捐重建，原有的单檐3间结构被改为双檐5间。抗日战争时期，真如寺其他建筑都遭到了严重损毁，唯独大殿安然无恙。中华人民共和国成立后，1950年，真如寺前门山墙被拆除时，文物部门对大殿两侧的全貌，包括雕刻题字都作了摄影留档，并聘请了古建筑专家刘敦桢前来勘查鉴定，确认了大殿内部结构均为元代特征。当年10月12日，上海市人民政府拨款对佛像进行修缮。1958年，时值大跃进时期，大殿被用作长征人民公社图书馆，部分佛像因占空间而被迁出，建筑内部及地面均遭到破坏。1959年5月26日，真如寺正殿被公布为上海市文物保护单位。1961年时，大殿漏雨严重，导致大部分柱子下陷并移位。1963年至1964年，市政府组织人员重新修缮真如寺大殿，修缮后的真如寺大殿重新改回单檐结构。在这次维修中，工作人员发现其中的部分木结构榫部上，留有当年工匠用毛笔书写的构件名称。文化大革命期间，真如寺大殿被长征人民公社当做会场使用，如来佛像及檀香木架被用绳拉倒焚烧，屋顶上的飞檐、门上的匾额也被烧毁。1977年12月7日，真如寺正殿再次被公布为上海市文物保护单位，并确定了保护范围。此后，大殿被上海市博物馆用作存放上海地区大型文物的仓库。1982年，上海市政府再次拨款修缮真如寺。1986年至1987年，真如寺整体修缮完毕并对外开放。1996年11月20日，真如寺大殿被公布为全国重点文物保护单位。

## 结构
真如寺正殿位于真如寺中，面宽3间，进深3间，平面结构近似正方形，外观为单檐歇山顶。屋面垂吊、戗角上塑有人物、走兽等装饰物。大殿南立面中间开有6扇小格子落地门窗，门楣处正中有金字匾额“法界真如”。大殿南立侧的大门东西两梁有楹联一副，东为“佛日光辉崇盛世群山咸悟真如”，西为“皇风祥辑衍遐龄万姓同跻仁寿”。大殿北立面中间也开有6扇门，门楣正中有黑底横匾，书有“迴向菩提”，门两侧书楹联一副：西侧为“住于清净慧永虽烦恼身永绝诸戏论念报于佛恩”；东为“破诸烦恼障照以智慧光自性无所有智眼靡不周”。大殿正中玻璃佛龛内，供有新加坡法施林暨佛教居士林性仁法师于1991年捐赠的三尊玉佛中较大的一尊坐姿释迦牟尼像，高2.2米，重2.5吨。佛龛后面对大殿后门为观音浮雕像，观音像左右分立一尊善财童子像。大殿内东西两侧分别置放钟、鼓、钹、磬、木鱼、木雕象等法器。大殿内有16根棱状柏木柱，其中金柱3根，每根6.45米高，直径40厘米，檐柱4.28米高，直径32厘米。正间的柱身都略向内侧倾斜，金柱内倾16厘米，檐柱内倾8厘米。地基以柱础为中心，所浇，各不相连，柱基的地基在其周围1.8×3米的范围内，各不相连，结构为1层铁渣夯层、1层黄土夯层相间，每层平均7厘米至8厘米，总共深达1.8～2米。在明间内额下，贴有小枋1条，底部有双钩阴刻26个墨字。为室内观瞻，前后金柱上建有人字形假屋1层。虽然经过多次翻修，但该殿梁、枋、斗拱等主体结构大部分仍为元代原物。

## 保护
1961年，真如寺大殿屋面漏水严重，部分柱础失去平衡下陷，椽子多半脱榫。1962年，上海市文物保管委员会会同嘉定县人民委员会决定抢修，按“拆除扩建时加添的重檐，将下沉正殿基础抬高45厘米”的方案，报中华人民共和国文化部文物局征得同意后，由市民用建筑设计院工程师乔舒祺负责复原设计，嘉定县建筑公司施工。1963年1月落架，5月施工，1964年10月底竣工。在修复时，由于屋面脊带、戗角上的人物，兽形等装饰原状无从查考，工作人员在修缮时采用苏州天池山寂鉴寺石屋之屋面装饰，并参考元代建筑图录绘图塑制。1979年8月，市文物保管委员会对大殿再次进行修整。1986年，大殿再次维修，大殿的屋面被翻修，殿内木结构部分出于防护考虑而被涂抹桐油。
真如寺大殿一度被当地文物部门准备作为古建筑展览馆开放，并不作为宗教建筑用。1991年，普陀区人民政府为发展旅游业，将真如寺重新作为佛教寺庙开放。